# 2000 프리챌배 온게임넷 스타리그
프리챌배 프리챌배 온게임넷 스타리그는 프리챌배 진행된 스타리그이다.

## 리그기간
- 2000년 7월 24일 ~ 2000년 11월 1일

## 특이사항
- 대회가 열린 뒤 며칠 후에 후원사가 변경된 유일한 스타리그 (게임맥스→프리챌)
- 2000년 7월 20일 80강을 치른 후, 40강을 치러서 승자 20명이 스타리그 진출했다.
- 최초로 온게임넷에서 방송한 스타리그.
- 최초로 서울 삼성동 메가웹 스테이션에서 현장 녹화방송.
- 최초로 24강으로 진행한 스타리그.
- 유일하게 우승자에게만 상금이 있었고 준우승자 + 3위 + 4위 입상자들에겐 상금이 없었던 대회.(우승자:2,000만원 준우승자 + 3위 + 4위:0원)
- 김동수 2번째 로열로더로 탄생.(기욤패트리-김동수)
- 가을의 전설(가을시즌에 열린 스타리그에서 프로토스가 우승한다는 법칙)의 시작.
- 입상선수가 차기리그 시드를 받지 못한 유일한 대회(왕중왕전 우승자 시드배정).
- 최초로 스튜디오 외부에서 결승 진행.(결승장소 : 서울 연세대학교 백주년기념관)
- 브루드워로 치른 리그 역사상 처음이자 마지막으로 결승전에서 프로토스가 저그를 격파한 대회

align== 출전 선수 ==
| 종족     | 명 | 이름                                                                                       |
| 테란     | 3  | 김대기 문상헌 최수범                                                                       |
| 저그     | 13 | 강도경 김상훈 김완철 박찬문 박현준 박효민 봉준구 변성철 신우진 오삼택 이명진 장경호 창석준 |
| 프로토스 | 4  | 도진광 김규형 김동수 전태규                                                                |
| 랜덤     | 4  | 기욤 김동준 신성철 최인규                                                                  |

## 24강
24강 조지명식에 따라 결정된 조에 따라서 한 선수가 한 경기씩 총 세 경기를 펼치게 되며, 한 조로 볼 때 총 여섯 경기를 치르게 된다.
| A조         | A조     | B조    | B조     | C조    | C조     | D조    | D조     | E조    | E조     | F조    | F조     |
| ----------- | ------- | ------ | ------- | ------ | ------- | ------ | ------- | ------ | ------- | ------ | ------- |
| 창석준      | 1승 2패 | 김규형 | 1승 2패 | 최인규 | 3승 0패 | 박찬문 | 2승 1패 | 김상훈 | 2승 1패 | 봉준구 | 1승 2패 |
| 김대기      | 0승 3패 | 전태규 | 1승 2패 | 문상헌 | 1승 2패 | 박현준 | 2승 1패 | 최수범 | 2승 1패 | 장경호 | 0승 3패 |
| 박효민      | 3승 0패 | 신우진 | 2승 1패 | 오삼택 | 1승 2패 | 변성철 | 2승 1패 | 김완철 | 2승 1패 | 신성철 | 3승 0패 |
| 기욤 패트리 | 2승 1패 | 강도경 | 2승 1패 | 김동수 | 1승 2패 | 이명진 | 0승 3패 | 도진광 | 0승 3패 | 김동준 | 2승 1패 |

### 재경기
상위/하위 3인의 승패가 동률인 경우에는 삼자재경기를 통해 올라갈 선수를 가리게 된다.
| C조    | C조     | D조    | D조     | E조    | E조     |
| ------ | ------- | ------ | ------- | ------ | ------- |
| 문상헌 | 0승 2패 | 박찬문 | 0승 2패 | 김상훈 | 2승 0패 |
| 오삼택 | 1승 1패 | 박현준 | 1승 1패 | 최수범 | 0승 2패 |
| 김동수 | 2승 0패 | 변성철 | 2승 0패 | 김완철 | 1승 1패 |

### 와일드카드전
6강 토너먼트로 진행해서 승자는 16강에 진출한다.
패자 3명은 풀리그방식으로 1명만 16강에 진출한다.
| Match 1 | 김규형 | W | 최수범 | L |
| Match 2 | 박찬문 | W | 창석준 | L |
| Match 3 | 오삼택 | W | 봉준구 | L |

| Match4 | Match4  |
| ------ | ------- |
| 최수범 | 0승 1패 |
| 창석준 | 0승 1패 |
| 봉준구 | 2승 0패 |

## 16강

### 본경기
16강 조추첨에 따라 결정된 조에 따라서 한 선수가 한 경기씩 총 세 경기를 펼치게 되며, 한 조로 볼 때 총 여섯 경기를 치르게 된다.
| A조    | A조     | B조         | B조     | C조    | C조     | D조    | D조     |
| ------ | ------- | ----------- | ------- | ------ | ------- | ------ | ------- |
| 김동준 | 3승 0패 | 봉준구      | 2승 1패 | 변성철 | 3승 0패 | 박찬문 | 2승 1패 |
| 최인규 | 0승 3패 | 김완철      | 2승 1패 | 강도경 | 0승 3패 | 신성철 | 1승 2패 |
| 김상훈 | 2승 1패 | 기욤 패트리 | 2승 1패 | 김규형 | 2승 1패 | 김동수 | 2승 1패 |
| 오삼택 | 1승 2패 | 박효민      | 0승 3패 | 박현준 | 1승 2패 | 신우진 | 1승 2패 |

### 재경기
상위/하위 3인의 승패가 동률인 경우에는 삼자재경기를 통해 올라갈 선수를 가리게 된다.
| B조         | B조     |
| ----------- | ------- |
| 봉준구      | 1승 1패 |
| 김완철      | 0승 2패 |
| 기욤 패트리 | 2승 0패 |

## 8강

### 본경기
8강 조추첨에 따라 결정된 조에 따라서 한 선수가 한 경기씩 총 3경기를 펼치게 되며, 한 조로 볼 때 총 6경기를 치르게 된다.
| A조    | A조     | B조         | B조     |
| ------ | ------- | ----------- | ------- |
| 김동준 | 1승 2패 | 김상훈      | 2승 1패 |
| 봉준구 | 3승 0패 | 기욤 패트리 | 1승 2패 |
| 변성철 | 1승 2패 | 김규형      | 1승 2패 |
| 김동수 | 1승 2패 | 박찬문      | 2승 1패 |

### 재경기
상위/하위 3인의 승패가 동률인 경우에는 삼자재경기를 통해 올라갈 선수를 가리게 된다.
| A조    | A조     |
| ------ | ------- |
| 김동준 | 0승 2패 |
| 김동수 | 2승 0패 |
| 변성철 | 1승 1패 |

## 4강 ~
|  | 준결승전 | 준결승전 | 준결승전 |  |  | 결승전 | 결승전 | 결승전 |
|  |          |          |          |  |  |        |        |        |
|  | A1       | 봉준구   | 2        |  |  |        |        |        |
|  | B2       | 박찬문   | 0        |  |  |        |        |        |
|  |          |          |          |  |  | W1     | 봉준구 | 0      |
|  |          |          |          |  |  | W2     | 김동수 | 3      |
|  | A2       | 김동수   | 2        |  |  |        |        |        |
|  | B1       | 김상훈   | 0        |  |  | 3위    | 3위    | 3위    |
|  |          |          |          |  |  |        |        |        |
|  |          |          |          |  |  | L1     | 박찬문 | 2      |
|  |          |          |          |  |  | L2     | 김상훈 | 0      |

- 봉준구는 김동수와의 결승전 2세트를 프로토스로 치렀다.

## 우승
| 2000 프리챌배 온게임넷 스타리그 우승 |
| ------------------------------------ |
| 김동수 (첫 번째 우승)                |

## 대회 결과
- 우승 김동수, 준우승 봉준구, 3위 박찬문, 4위 김상훈

## 사용 맵 정보
| 종족   | Blaze | Dark Stone | Avant Garde | Space Odyssey | Jungle Story |
| ------ | ----- | ---------- | ----------- | ------------- | ------------ |
| 인원   | 4     | 4          | 4           | 4             | 4            |
| P vs Z | 4:4   | 3:4        | 2:2         | 6:3           | 2:1          |
| Z vs T | 3:3   | 2:0        | 2:0         | 1:0           | 2:3          |
| T vs P | 0:0   | 0:1        | 0:2         | 0:2           | 0:1          |
| Z vs Z | 5번   | 7번        | 9번         | 6번           | 10번         |
| T vs T | 0번   | 0번        | 0번         | 0번           | 0번          |
| P vs P | 3번   | 0번        | 1번         | 3번           | 1번          |

{{전작후작
align|align=스타리그
|이전 작품=2000 하나로통신배 투니버스 스타리그
(2000.2.10 ~ 2000.5.16)
|작품명=2000 프리챌배 온게임넷 스타리그
(2000.7.24 ~ 2000.11.1)
|다음 작품=2001 한빛소프트배 온게임넷 스타리그
(2001.2.16 ~ 2001.5.5)
}}